# Специальные жидкости
Специальные жидкости используются в технике в качестве рабочего тела (например, в гидроприводах, гидросистемах тормозов, амортизаторах), а также как охлаждающие, разделительные или противообледенительные агенты и т. д.
Наиболее распространены гидравлические жидкости (>50% всех специальных жидкостей), используемые при температурах от −60°C до 200°C и давлении до 50 МПа.
Различают 3 группы этих жидкостей: маловязкие (3,5-5 мм²/с при 50°C) — для малоинерционных приводов, средневязкие (8-14 мм²/с) — для гидроприводов общего назначения, высоковязкие (20-90 мм²/с) — главным образом для приводов дорожно-строительных и индустриальных механизмов, а также для судовых винтов регулируемого шага.
Гидравлические жидкости готовят на основе высокоочищенных нефтяных масел, полиорганосилоксанов, фтор- и хлорфторуглеродов, эфиров ортофосфорной кислоты, полиалкиленгликолей.
Тормозные жидкости для автомобилей должны иметь вязкость не менее 1,5 мм²/с при 100°C и не более 1800 мм²/с при −40°C. Состоят они в основном из гликолей и других эфиров.
Амортизаторные жидкости, используемые для гашения колебаний автомобилей, тракторов, летательных аппаратов (при посадке) и т.п. готовят на основе нефтяных масел с вязкостью 10-15 мм²/с при 50°C. Разновидность амортизационных жидкостей — противооткатные, применяемые в артиллерии.
Разделительные жидкости, используемые для заполнения манометров, расходомеров и других датчиков с целью предотвращения их контакта с агрессивными средами (серная кислота, азотная кислота, пероксид водорода и др.) готовят на основе фтор- и хлорфторуглеродов, полиорганосилоксанов; вязкость 7-27 мм²/с при 50°C.
Охлаждающие жидкости (антифризы, применяемые для отвода тепла в двигателях внутреннего сгорания, радиоэлектронных системах и т.д., готовят смешением воды с гликолями, реже — на основе кремнийорганических соединений.
Антиобледенительные жидкости получают обычно смешением этилового спирта с водой.
Во все специальные жидкости вводят, как правило, антикоррозионные присадки, в гидравлические, тормозные и амортизаторные, кроме того — вязкостные, противоизносные и антиокислительные, а в охлаждающие — антипенные присадки.